# Familia Tolkien
La familia Tolkien es una familia inglesa cuyo miembro más conocido es J. R. R. Tolkien, profesor de la Universidad de Oxford y autor de los libros de fantasía heroica El hobbit, El Señor de los Anillos y El Silmarillion. 

## Árbol genealógico de la familia Tolkien
|                             |                             |                             |                             |                             |                             |                          |                          |                              |                              |                              |                              | John Suffield Jr. 1833–1930        | John Suffield Jr. 1833–1930        | John Suffield Jr. 1833–1930            | John Suffield Jr. 1833–1930            | John Suffield Jr. 1833–1930            | John Suffield Jr. 1833–1930            |                                        |                                        | Emily Jane Sparrow                   | Emily Jane Sparrow                   | Emily Jane Sparrow                   | Emily Jane Sparrow                   | Emily Jane Sparrow         | Emily Jane Sparrow         |                                        |                                        |                                        |                                        |                                          |                                          |                                          |                                          |                                          |                                          |                        |                        |                     |                     |                                |                                |                                |                                |                                |                                |                          |                          | John Benjamin Tolkien 1807–1896 | John Benjamin Tolkien 1807–1896 | John Benjamin Tolkien 1807–1896  | John Benjamin Tolkien 1807–1896  | John Benjamin Tolkien 1807–1896       | John Benjamin Tolkien 1807–1896       |                                       |                                       | Mary Jane Stowe 1834–¿?               | Mary Jane Stowe 1834–¿?               | Mary Jane Stowe 1834–¿? | Mary Jane Stowe 1834–¿? | Mary Jane Stowe 1834–¿? | Mary Jane Stowe 1834–¿? |                    |                    |                      |                      |                      |                      |                            |                            |                            |                            |                            |                            |  |  |  |  |  |  |  |  |  |  |  |  |  |  |  |  |  |  |
|                             |                             |                             |                             |                             |                             |                          |                          |                              |                              |                              |                              | John Suffield Jr. 1833–1930        | John Suffield Jr. 1833–1930        | John Suffield Jr. 1833–1930            | John Suffield Jr. 1833–1930            | John Suffield Jr. 1833–1930            | John Suffield Jr. 1833–1930            |                                        |                                        | Emily Jane Sparrow                   | Emily Jane Sparrow                   | Emily Jane Sparrow                   | Emily Jane Sparrow                   | Emily Jane Sparrow         | Emily Jane Sparrow         |                                        |                                        |                                        |                                        |                                          |                                          |                                          |                                          |                                          |                                          |                        |                        |                     |                     |                                |                                |                                |                                |                                |                                |                          |                          | John Benjamin Tolkien 1807–1896 | John Benjamin Tolkien 1807–1896 | John Benjamin Tolkien 1807–1896  | John Benjamin Tolkien 1807–1896  | John Benjamin Tolkien 1807–1896       | John Benjamin Tolkien 1807–1896       |                                       |                                       | Mary Jane Stowe 1834–¿?               | Mary Jane Stowe 1834–¿?               | Mary Jane Stowe 1834–¿? | Mary Jane Stowe 1834–¿? | Mary Jane Stowe 1834–¿? | Mary Jane Stowe 1834–¿? |                    |                    |                      |                      |                      |                      |                            |                            |                            |                            |                            |                            |  |  |  |  |  |  |  |  |  |  |  |  |  |  |  |  |  |  |
|                             |                             |                             |                             |                             |                             |                          |                          |                              |                              |                              |                              |                                    |                                    |                                        |                                        |                                        |                                        |                                        |                                        |                                      |                                      |                                      |                                      |                            |                            |                                        |                                        |                                        |                                        |                                          |                                          |                                          |                                          |                                          |                                          |                        |                        |                     |                     |                                |                                |                                |                                |                                |                                |                          |                          |                                 |                                 |                                  |                                  |                                       |                                       |                                       |                                       |                                       |                                       |                         |                         |                         |                         |                    |                    |                      |                      |                      |                      |                            |                            |                            |                            |                            |                            |  |  |  |  |  |  |  |  |  |  |  |  |  |  |  |  |  |  |
|                             |                             |                             |                             |                             |                             |                          |                          |                              |                              |                              |                              |                                    |                                    |                                        |                                        |                                        |                                        |                                        |                                        |                                      |                                      |                                      |                                      |                            |                            |                                        |                                        |                                        |                                        |                                          |                                          |                                          |                                          |                                          |                                          |                        |                        |                     |                     |                                |                                |                                |                                |                                |                                |                          |                          |                                 |                                 |                                  |                                  |                                       |                                       |                                       |                                       |                                       |                                       |                         |                         |                         |                         |                    |                    |                      |                      |                      |                      |                            |                            |                            |                            |                            |                            |  |  |  |  |  |  |  |  |  |  |  |  |  |  |  |  |  |  |
|                             |                             |                             |                             |                             |                             |                          |                          |                              |                              |                              |                              |                                    |                                    |                                        |                                        |                                        |                                        |                                        |                                        |                                      |                                      |                                      |                                      |                            |                            |                                        |                                        |                                        |                                        |                                          |                                          |                                          |                                          |                                          |                                          |                        |                        |                     |                     |                                |                                |                                |                                |                                |                                |                          |                          |                                 |                                 |                                  |                                  |                                       |                                       |                                       |                                       |                                       |                                       |                         |                         |                         |                         |                    |                    |                      |                      |                      |                      |                            |                            |                            |                            |                            |                            |  |  |  |  |  |  |  |  |  |  |  |  |  |  |  |  |  |  |
|                             |                             |                             |                             |                             |                             |                          |                          |                              |                              |                              |                              |                                    |                                    |                                        |                                        |                                        |                                        |                                        |                                        |                                      |                                      |                                      |                                      |                            |                            |                                        |                                        |                                        |                                        |                                          |                                          |                                          |                                          |                                          |                                          |                        |                        |                     |                     |                                |                                |                                |                                |                                |                                |                          |                          |                                 |                                 |                                  |                                  |                                       |                                       |                                       |                                       |                                       |                                       |                         |                         |                         |                         |                    |                    |                      |                      |                      |                      |                            |                            |                            |                            |                            |                            |  |  |  |  |  |  |  |  |  |  |  |  |  |  |  |  |  |  |
| Walter Incledon             | Walter Incledon             | Walter Incledon             | Walter Incledon             | Walter Incledon             | Walter Incledon             |                          |                          | Edith May Suffield 1865–1936 | Edith May Suffield 1865–1936 | Edith May Suffield 1865–1936 | Edith May Suffield 1865–1936 | Edith May Suffield 1865–1936       | Edith May Suffield 1865–1936       |                                        |                                        |                                        |                                        |                                        |                                        |                                      |                                      |                                      |                                      | Mabel Suffield 1870–1904   | Mabel Suffield 1870–1904   | Mabel Suffield 1870–1904               | Mabel Suffield 1870–1904               | Mabel Suffield 1870–1904               | Mabel Suffield 1870–1904               |                                          |                                          |                                          |                                          |                                          |                                          |                        |                        |                     |                     | Arthur Reuel Tolkien 1857–1896 | Arthur Reuel Tolkien 1857–1896 | Arthur Reuel Tolkien 1857–1896 | Arthur Reuel Tolkien 1857–1896 | Arthur Reuel Tolkien 1857–1896 | Arthur Reuel Tolkien 1857–1896 |                          |                          | Grace Bindley Tolkien           | Grace Bindley Tolkien           | Grace Bindley Tolkien            | Grace Bindley Tolkien            | Grace Bindley Tolkien                 | Grace Bindley Tolkien                 |                                       |                                       | William Mountain                      | William Mountain                      | William Mountain        | William Mountain        | William Mountain        | William Mountain        |                    |                    | Wilfred Tolkien      | Wilfred Tolkien      | Wilfred Tolkien      | Wilfred Tolkien      | Wilfred Tolkien            | Wilfred Tolkien            |                            |                            |                            |                            |  |  |  |  |  |  |  |  |  |  |  |  |  |  |  |  |  |  |
| Walter Incledon             | Walter Incledon             | Walter Incledon             | Walter Incledon             | Walter Incledon             | Walter Incledon             |                          |                          | Edith May Suffield 1865–1936 | Edith May Suffield 1865–1936 | Edith May Suffield 1865–1936 | Edith May Suffield 1865–1936 | Edith May Suffield 1865–1936       | Edith May Suffield 1865–1936       |                                        |                                        |                                        |                                        |                                        |                                        |                                      |                                      |                                      |                                      | Mabel Suffield 1870–1904   | Mabel Suffield 1870–1904   | Mabel Suffield 1870–1904               | Mabel Suffield 1870–1904               | Mabel Suffield 1870–1904               | Mabel Suffield 1870–1904               |                                          |                                          |                                          |                                          |                                          |                                          |                        |                        |                     |                     | Arthur Reuel Tolkien 1857–1896 | Arthur Reuel Tolkien 1857–1896 | Arthur Reuel Tolkien 1857–1896 | Arthur Reuel Tolkien 1857–1896 | Arthur Reuel Tolkien 1857–1896 | Arthur Reuel Tolkien 1857–1896 |                          |                          | Grace Bindley Tolkien           | Grace Bindley Tolkien           | Grace Bindley Tolkien            | Grace Bindley Tolkien            | Grace Bindley Tolkien                 | Grace Bindley Tolkien                 |                                       |                                       | William Mountain                      | William Mountain                      | William Mountain        | William Mountain        | William Mountain        | William Mountain        |                    |                    | Wilfred Tolkien      | Wilfred Tolkien      | Wilfred Tolkien      | Wilfred Tolkien      | Wilfred Tolkien            | Wilfred Tolkien            |                            |                            |                            |                            |  |  |  |  |  |  |  |  |  |  |  |  |  |  |  |  |  |  |
|                             |                             |                             |                             |                             |                             |                          |                          |                              |                              |                              |                              |                                    |                                    |                                        |                                        |                                        |                                        |                                        |                                        |                                      |                                      |                                      |                                      |                            |                            |                                        |                                        |                                        |                                        |                                          |                                          |                                          |                                          |                                          |                                          |                        |                        |                     |                     |                                |                                |                                |                                |                                |                                |                          |                          |                                 |                                 |                                  |                                  |                                       |                                       |                                       |                                       |                                       |                                       |                         |                         |                         |                         |                    |                    |                      |                      |                      |                      |                            |                            |                            |                            |                            |                            |  |  |  |  |  |  |  |  |  |  |  |  |  |  |  |  |  |  |
|                             |                             |                             |                             |                             |                             |                          |                          |                              |                              |                              |                              | Jane Suffield 1872–1963            | Jane Suffield 1872–1963            | Jane Suffield 1872–1963                | Jane Suffield 1872–1963                | Jane Suffield 1872–1963                | Jane Suffield 1872–1963                |                                        |                                        | William Suffield 1874–1904           | William Suffield 1874–1904           | William Suffield 1874–1904           | William Suffield 1874–1904           | William Suffield 1874–1904 | William Suffield 1874–1904 |                                        |                                        | Beatrice Bartlett                      | Beatrice Bartlett                      | Beatrice Bartlett                        | Beatrice Bartlett                        | Beatrice Bartlett                        | Beatrice Bartlett                        |                                          |                                          | Tom Hadley             | Tom Hadley             | Tom Hadley          | Tom Hadley          | Tom Hadley                     | Tom Hadley                     |                                |                                | Florence Mary Tolkien          | Florence Mary Tolkien          | Florence Mary Tolkien    | Florence Mary Tolkien    | Florence Mary Tolkien           | Florence Mary Tolkien           |                                  |                                  | Tom Mitten                            | Tom Mitten                            | Tom Mitten                            | Tom Mitten                            | Tom Mitten                            | Tom Mitten                            |                         |                         | Mabel Tolkien           | Mabel Tolkien           | Mabel Tolkien      | Mabel Tolkien      | Mabel Tolkien        | Mabel Tolkien        |                      |                      | Laurence George H. Tolkien | Laurence George H. Tolkien | Laurence George H. Tolkien | Laurence George H. Tolkien | Laurence George H. Tolkien | Laurence George H. Tolkien |  |  |  |  |  |  |  |  |  |  |  |  |  |  |  |  |  |  |
|                             |                             |                             |                             |                             |                             |                          |                          |                              |                              |                              |                              | Jane Suffield 1872–1963            | Jane Suffield 1872–1963            | Jane Suffield 1872–1963                | Jane Suffield 1872–1963                | Jane Suffield 1872–1963                | Jane Suffield 1872–1963                |                                        |                                        | William Suffield 1874–1904           | William Suffield 1874–1904           | William Suffield 1874–1904           | William Suffield 1874–1904           | William Suffield 1874–1904 | William Suffield 1874–1904 |                                        |                                        | Beatrice Bartlett                      | Beatrice Bartlett                      | Beatrice Bartlett                        | Beatrice Bartlett                        | Beatrice Bartlett                        | Beatrice Bartlett                        |                                          |                                          | Tom Hadley             | Tom Hadley             | Tom Hadley          | Tom Hadley          | Tom Hadley                     | Tom Hadley                     |                                |                                | Florence Mary Tolkien          | Florence Mary Tolkien          | Florence Mary Tolkien    | Florence Mary Tolkien    | Florence Mary Tolkien           | Florence Mary Tolkien           |                                  |                                  | Tom Mitten                            | Tom Mitten                            | Tom Mitten                            | Tom Mitten                            | Tom Mitten                            | Tom Mitten                            |                         |                         | Mabel Tolkien           | Mabel Tolkien           | Mabel Tolkien      | Mabel Tolkien      | Mabel Tolkien        | Mabel Tolkien        |                      |                      | Laurence George H. Tolkien | Laurence George H. Tolkien | Laurence George H. Tolkien | Laurence George H. Tolkien | Laurence George H. Tolkien | Laurence George H. Tolkien |  |  |  |  |  |  |  |  |  |  |  |  |  |  |  |  |  |  |
|                             |                             |                             |                             |                             |                             |                          |                          |                              |                              |                              |                              |                                    |                                    |                                        |                                        |                                        |                                        |                                        |                                        |                                      |                                      |                                      |                                      |                            |                            |                                        |                                        |                                        |                                        |                                          |                                          |                                          |                                          |                                          |                                          |                        |                        |                     |                     |                                |                                |                                |                                |                                |                                |                          |                          |                                 |                                 |                                  |                                  |                                       |                                       |                                       |                                       |                                       |                                       |                         |                         |                         |                         |                    |                    |                      |                      |                      |                      |                            |                            |                            |                            |                            |                            |  |  |  |  |  |  |  |  |  |  |  |  |  |  |  |  |  |  |
|                             |                             |                             |                             |                             |                             |                          |                          |                              |                              |                              |                              |                                    |                                    |                                        |                                        |                                        |                                        |                                        |                                        |                                      |                                      |                                      |                                      |                            |                            |                                        |                                        |                                        |                                        |                                          |                                          |                                          |                                          |                                          |                                          |                        |                        |                     |                     |                                |                                |                                |                                |                                |                                |                          |                          |                                 |                                 |                                  |                                  |                                       |                                       |                                       |                                       |                                       |                                       |                         |                         |                         |                         |                    |                    |                      |                      |                      |                      |                            |                            |                            |                            |                            |                            |  |  |  |  |  |  |  |  |  |  |  |  |  |  |  |  |  |  |
|                             |                             |                             |                             |                             |                             |                          |                          |                              |                              |                              |                              |                                    |                                    |                                        |                                        |                                        |                                        |                                        |                                        |                                      |                                      |                                      |                                      |                            |                            |                                        |                                        |                                        |                                        |                                          |                                          |                                          |                                          |                                          |                                          |                        |                        |                     |                     |                                |                                |                                |                                |                                |                                |                          |                          |                                 |                                 |                                  |                                  |                                       |                                       |                                       |                                       |                                       |                                       |                         |                         |                         |                         |                    |                    |                      |                      |                      |                      |                            |                            |                            |                            |                            |                            |  |  |  |  |  |  |  |  |  |  |  |  |  |  |  |  |  |  |
|                             |                             |                             |                             |                             |                             |                          |                          |                              |                              |                              |                              |                                    |                                    |                                        |                                        |                                        |                                        |                                        |                                        |                                      |                                      |                                      |                                      |                            |                            |                                        |                                        |                                        |                                        |                                          |                                          |                                          |                                          |                                          |                                          |                        |                        |                     |                     |                                |                                |                                |                                |                                |                                |                          |                          |                                 |                                 |                                  |                                  |                                       |                                       |                                       |                                       |                                       |                                       |                         |                         |                         |                         |                    |                    |                      |                      |                      |                      |                            |                            |                            |                            |                            |                            |  |  |  |  |  |  |  |  |  |  |  |  |  |  |  |  |  |  |
| Marjorie Incledon 1891–1973 | Marjorie Incledon 1891–1973 | Marjorie Incledon 1891–1973 | Marjorie Incledon 1891–1973 | Marjorie Incledon 1891–1973 | Marjorie Incledon 1891–1973 |                          |                          | Mary Incledon 1895–1940      | Mary Incledon 1895–1940      | Mary Incledon 1895–1940      | Mary Incledon 1895–1940      | Mary Incledon 1895–1940            | Mary Incledon 1895–1940            |                                        |                                        |                                        |                                        | Edith Mary Bratt 1889–1971             | Edith Mary Bratt 1889–1971             | Edith Mary Bratt 1889–1971           | Edith Mary Bratt 1889–1971           | Edith Mary Bratt 1889–1971           | Edith Mary Bratt 1889–1971           |                            |                            | John Ronald Reuel Tolkien 1892–1973    | John Ronald Reuel Tolkien 1892–1973    | John Ronald Reuel Tolkien 1892–1973    | John Ronald Reuel Tolkien 1892–1973    | John Ronald Reuel Tolkien 1892–1973      | John Ronald Reuel Tolkien 1892–1973      |                                          |                                          |                                          |                                          |                        |                        |                     |                     |                                |                                |                                |                                |                                |                                |                          |                          |                                 |                                 |                                  |                                  | Hilary Arthur Reuel Tolkien 1894–1976 | Hilary Arthur Reuel Tolkien 1894–1976 | Hilary Arthur Reuel Tolkien 1894–1976 | Hilary Arthur Reuel Tolkien 1894–1976 | Hilary Arthur Reuel Tolkien 1894–1976 | Hilary Arthur Reuel Tolkien 1894–1976 |                         |                         | Magdalen Matthews       | Magdalen Matthews       | Magdalen Matthews  | Magdalen Matthews  | Magdalen Matthews    | Magdalen Matthews    |                      |                      |                            |                            |                            |                            |                            |                            |  |  |  |  |  |  |  |  |  |  |  |  |  |  |  |  |  |  |
| Marjorie Incledon 1891–1973 | Marjorie Incledon 1891–1973 | Marjorie Incledon 1891–1973 | Marjorie Incledon 1891–1973 | Marjorie Incledon 1891–1973 | Marjorie Incledon 1891–1973 |                          |                          | Mary Incledon 1895–1940      | Mary Incledon 1895–1940      | Mary Incledon 1895–1940      | Mary Incledon 1895–1940      | Mary Incledon 1895–1940            | Mary Incledon 1895–1940            |                                        |                                        |                                        |                                        | Edith Mary Bratt 1889–1971             | Edith Mary Bratt 1889–1971             | Edith Mary Bratt 1889–1971           | Edith Mary Bratt 1889–1971           | Edith Mary Bratt 1889–1971           | Edith Mary Bratt 1889–1971           |                            |                            | John Ronald Reuel Tolkien 1892–1973    | John Ronald Reuel Tolkien 1892–1973    | John Ronald Reuel Tolkien 1892–1973    | John Ronald Reuel Tolkien 1892–1973    | John Ronald Reuel Tolkien 1892–1973      | John Ronald Reuel Tolkien 1892–1973      |                                          |                                          |                                          |                                          |                        |                        |                     |                     |                                |                                |                                |                                |                                |                                |                          |                          |                                 |                                 |                                  |                                  | Hilary Arthur Reuel Tolkien 1894–1976 | Hilary Arthur Reuel Tolkien 1894–1976 | Hilary Arthur Reuel Tolkien 1894–1976 | Hilary Arthur Reuel Tolkien 1894–1976 | Hilary Arthur Reuel Tolkien 1894–1976 | Hilary Arthur Reuel Tolkien 1894–1976 |                         |                         | Magdalen Matthews       | Magdalen Matthews       | Magdalen Matthews  | Magdalen Matthews  | Magdalen Matthews    | Magdalen Matthews    |                      |                      |                            |                            |                            |                            |                            |                            |  |  |  |  |  |  |  |  |  |  |  |  |  |  |  |  |  |  |
|                             |                             |                             |                             |                             |                             |                          |                          |                              |                              |                              |                              |                                    |                                    |                                        |                                        |                                        |                                        |                                        |                                        |                                      |                                      |                                      |                                      |                            |                            |                                        |                                        |                                        |                                        |                                          |                                          |                                          |                                          |                                          |                                          |                        |                        |                     |                     |                                |                                |                                |                                |                                |                                |                          |                          |                                 |                                 |                                  |                                  |                                       |                                       |                                       |                                       |                                       |                                       |                         |                         |                         |                         |                    |                    |                      |                      |                      |                      |                            |                            |                            |                            |                            |                            |  |  |  |  |  |  |  |  |  |  |  |  |  |  |  |  |  |  |
|                             |                             |                             |                             |                             |                             |                          |                          |                              |                              |                              |                              |                                    |                                    |                                        |                                        |                                        |                                        |                                        |                                        |                                      |                                      |                                      |                                      |                            |                            |                                        |                                        |                                        |                                        |                                          |                                          |                                          |                                          |                                          |                                          |                        |                        |                     |                     |                                |                                |                                |                                |                                |                                |                          |                          |                                 |                                 |                                  |                                  |                                       |                                       |                                       |                                       |                                       |                                       |                         |                         |                         |                         |                    |                    |                      |                      |                      |                      |                            |                            |                            |                            |                            |                            |  |  |  |  |  |  |  |  |  |  |  |  |  |  |  |  |  |  |
|                             |                             |                             |                             |                             |                             |                          |                          |                              |                              |                              |                              |                                    |                                    |                                        |                                        |                                        |                                        |                                        |                                        |                                      |                                      |                                      |                                      |                            |                            |                                        |                                        |                                        |                                        |                                          |                                          |                                          |                                          |                                          |                                          |                        |                        |                     |                     |                                |                                |                                |                                |                                |                                |                          |                          |                                 |                                 |                                  |                                  |                                       |                                       |                                       |                                       |                                       |                                       |                         |                         |                         |                         |                    |                    |                      |                      |                      |                      |                            |                            |                            |                            |                            |                            |  |  |  |  |  |  |  |  |  |  |  |  |  |  |  |  |  |  |
|                             |                             |                             |                             |                             |                             |                          |                          |                              |                              |                              |                              |                                    |                                    |                                        |                                        |                                        |                                        |                                        |                                        |                                      |                                      |                                      |                                      |                            |                            |                                        |                                        |                                        |                                        |                                          |                                          |                                          |                                          |                                          |                                          |                        |                        |                     |                     |                                |                                |                                |                                |                                |                                |                          |                          |                                 |                                 |                                  |                                  |                                       |                                       |                                       |                                       |                                       |                                       |                         |                         |                         |                         |                    |                    |                      |                      |                      |                      |                            |                            |                            |                            |                            |                            |  |  |  |  |  |  |  |  |  |  |  |  |  |  |  |  |  |  |
|                             |                             |                             |                             |                             |                             |                          |                          |                              |                              |                              |                              |                                    |                                    |                                        |                                        |                                        |                                        | John Francis Reuel Tolkien 1917–2003   | John Francis Reuel Tolkien 1917–2003   | John Francis Reuel Tolkien 1917–2003 | John Francis Reuel Tolkien 1917–2003 | John Francis Reuel Tolkien 1917–2003 | John Francis Reuel Tolkien 1917–2003 |                            |                            | Priscilla Anne Reuel Tolkien 1929—2022 | Priscilla Anne Reuel Tolkien 1929—2022 | Priscilla Anne Reuel Tolkien 1929—2022 | Priscilla Anne Reuel Tolkien 1929—2022 | Priscilla Anne Reuel Tolkien 1929—2022   | Priscilla Anne Reuel Tolkien 1929—2022   |                                          |                                          |                                          |                                          |                        |                        |                     |                     |                                |                                |                                |                                | June                           | June                           | June                     | June                     | June                            | June                            |                                  |                                  | Gabriel Tolkien 1931—                 | Gabriel Tolkien 1931—                 | Gabriel Tolkien 1931—                 | Gabriel Tolkien 1931—                 | Gabriel Tolkien 1931—                 | Gabriel Tolkien 1931—                 |                         |                         | Paul Tolkien 1935—      | Paul Tolkien 1935—      | Paul Tolkien 1935— | Paul Tolkien 1935— | Paul Tolkien 1935—   | Paul Tolkien 1935—   |                      |                      | Ann                        | Ann                        | Ann                        | Ann                        | Ann                        | Ann                        |  |  |  |  |  |  |  |  |  |  |  |  |  |  |  |  |  |  |
|                             |                             |                             |                             |                             |                             |                          |                          |                              |                              |                              |                              |                                    |                                    |                                        |                                        |                                        |                                        | John Francis Reuel Tolkien 1917–2003   | John Francis Reuel Tolkien 1917–2003   | John Francis Reuel Tolkien 1917–2003 | John Francis Reuel Tolkien 1917–2003 | John Francis Reuel Tolkien 1917–2003 | John Francis Reuel Tolkien 1917–2003 |                            |                            | Priscilla Anne Reuel Tolkien 1929—2022 | Priscilla Anne Reuel Tolkien 1929—2022 | Priscilla Anne Reuel Tolkien 1929—2022 | Priscilla Anne Reuel Tolkien 1929—2022 | Priscilla Anne Reuel Tolkien 1929—2022   | Priscilla Anne Reuel Tolkien 1929—2022   |                                          |                                          |                                          |                                          |                        |                        |                     |                     |                                |                                |                                |                                | June                           | June                           | June                     | June                     | June                            | June                            |                                  |                                  | Gabriel Tolkien 1931—                 | Gabriel Tolkien 1931—                 | Gabriel Tolkien 1931—                 | Gabriel Tolkien 1931—                 | Gabriel Tolkien 1931—                 | Gabriel Tolkien 1931—                 |                         |                         | Paul Tolkien 1935—      | Paul Tolkien 1935—      | Paul Tolkien 1935— | Paul Tolkien 1935— | Paul Tolkien 1935—   | Paul Tolkien 1935—   |                      |                      | Ann                        | Ann                        | Ann                        | Ann                        | Ann                        | Ann                        |  |  |  |  |  |  |  |  |  |  |  |  |  |  |  |  |  |  |
|                             |                             |                             |                             |                             |                             |                          |                          |                              |                              |                              |                              |                                    |                                    |                                        |                                        |                                        |                                        |                                        |                                        |                                      |                                      |                                      |                                      |                            |                            |                                        |                                        |                                        |                                        |                                          |                                          |                                          |                                          |                                          |                                          |                        |                        |                     |                     |                                |                                |                                |                                |                                |                                |                          |                          |                                 |                                 |                                  |                                  |                                       |                                       |                                       |                                       |                                       |                                       |                         |                         |                         |                         |                    |                    |                      |                      |                      |                      |                            |                            |                            |                            |                            |                            |  |  |  |  |  |  |  |  |  |  |  |  |  |  |  |  |  |  |
|                             |                             |                             |                             |                             |                             |                          |                          |                              |                              |                              |                              |                                    |                                    |                                        |                                        |                                        |                                        |                                        |                                        |                                      |                                      |                                      |                                      |                            |                            |                                        |                                        |                                        |                                        |                                          |                                          |                                          |                                          |                                          |                                          |                        |                        |                     |                     |                                |                                |                                |                                |                                |                                |                          |                          |                                 |                                 |                                  |                                  |                                       |                                       |                                       |                                       |                                       |                                       |                         |                         |                         |                         |                    |                    |                      |                      |                      |                      |                            |                            |                            |                            |                            |                            |  |  |  |  |  |  |  |  |  |  |  |  |  |  |  |  |  |  |
|                             |                             |                             |                             |                             |                             | Joan Griffiths 1916–1982 | Joan Griffiths 1916–1982 | Joan Griffiths 1916–1982     | Joan Griffiths 1916–1982     | Joan Griffiths 1916–1982     | Joan Griffiths 1916–1982     |                                    |                                    | Michael Hilary Reuel Tolkien 1920–1984 | Michael Hilary Reuel Tolkien 1920–1984 | Michael Hilary Reuel Tolkien 1920–1984 | Michael Hilary Reuel Tolkien 1920–1984 | Michael Hilary Reuel Tolkien 1920–1984 | Michael Hilary Reuel Tolkien 1920–1984 |                                      |                                      | Faith Faulconbridge 1928–            | Faith Faulconbridge 1928–            | Faith Faulconbridge 1928–  | Faith Faulconbridge 1928–  | Faith Faulconbridge 1928–              | Faith Faulconbridge 1928–              |                                        |                                        | Christopher John Reuel Tolkien 1924—2020 | Christopher John Reuel Tolkien 1924—2020 | Christopher John Reuel Tolkien 1924—2020 | Christopher John Reuel Tolkien 1924—2020 | Christopher John Reuel Tolkien 1924—2020 | Christopher John Reuel Tolkien 1924—2020 |                        |                        | Baillie Klass 1941— | Baillie Klass 1941— | Baillie Klass 1941—            | Baillie Klass 1941—            | Baillie Klass 1941—            | Baillie Klass 1941—            |                                |                                |                          |                          |                                 |                                 |                                  |                                  | Julian Tolkien 1935—                  | Julian Tolkien 1935—                  | Julian Tolkien 1935—                  | Julian Tolkien 1935—                  | Julian Tolkien 1935—                  | Julian Tolkien 1935—                  |                         |                         | Glynis                  | Glynis                  | Glynis             | Glynis             | Glynis               | Glynis               |                      |                      |                            |                            |                            |                            |                            |                            |  |  |  |  |  |  |  |  |  |  |  |  |  |  |  |  |  |  |
|                             |                             |                             |                             |                             |                             | Joan Griffiths 1916–1982 | Joan Griffiths 1916–1982 | Joan Griffiths 1916–1982     | Joan Griffiths 1916–1982     | Joan Griffiths 1916–1982     | Joan Griffiths 1916–1982     |                                    |                                    | Michael Hilary Reuel Tolkien 1920–1984 | Michael Hilary Reuel Tolkien 1920–1984 | Michael Hilary Reuel Tolkien 1920–1984 | Michael Hilary Reuel Tolkien 1920–1984 | Michael Hilary Reuel Tolkien 1920–1984 | Michael Hilary Reuel Tolkien 1920–1984 |                                      |                                      | Faith Faulconbridge 1928–            | Faith Faulconbridge 1928–            | Faith Faulconbridge 1928–  | Faith Faulconbridge 1928–  | Faith Faulconbridge 1928–              | Faith Faulconbridge 1928–              |                                        |                                        | Christopher John Reuel Tolkien 1924—2020 | Christopher John Reuel Tolkien 1924—2020 | Christopher John Reuel Tolkien 1924—2020 | Christopher John Reuel Tolkien 1924—2020 | Christopher John Reuel Tolkien 1924—2020 | Christopher John Reuel Tolkien 1924—2020 |                        |                        | Baillie Klass 1941— | Baillie Klass 1941— | Baillie Klass 1941—            | Baillie Klass 1941—            | Baillie Klass 1941—            | Baillie Klass 1941—            |                                |                                |                          |                          |                                 |                                 |                                  |                                  | Julian Tolkien 1935—                  | Julian Tolkien 1935—                  | Julian Tolkien 1935—                  | Julian Tolkien 1935—                  | Julian Tolkien 1935—                  | Julian Tolkien 1935—                  |                         |                         | Glynis                  | Glynis                  | Glynis             | Glynis             | Glynis               | Glynis               |                      |                      |                            |                            |                            |                            |                            |                            |  |  |  |  |  |  |  |  |  |  |  |  |  |  |  |  |  |  |
|                             |                             |                             |                             |                             |                             |                          |                          |                              |                              |                              |                              |                                    |                                    |                                        |                                        |                                        |                                        |                                        |                                        |                                      |                                      |                                      |                                      |                            |                            |                                        |                                        |                                        |                                        |                                          |                                          |                                          |                                          |                                          |                                          |                        |                        |                     |                     |                                |                                |                                |                                |                                |                                |                          |                          |                                 |                                 |                                  |                                  |                                       |                                       |                                       |                                       |                                       |                                       |                         |                         |                         |                         |                    |                    |                      |                      |                      |                      |                            |                            |                            |                            |                            |                            |  |  |  |  |  |  |  |  |  |  |  |  |  |  |  |  |  |  |
|                             |                             |                             |                             |                             |                             |                          |                          |                              |                              |                              |                              |                                    |                                    |                                        |                                        |                                        |                                        |                                        |                                        |                                      |                                      |                                      |                                      |                            |                            |                                        |                                        |                                        |                                        |                                          |                                          |                                          |                                          |                                          |                                          |                        |                        |                     |                     |                                |                                |                                |                                |                                |                                |                          |                          |                                 |                                 |                                  |                                  |                                       |                                       |                                       |                                       |                                       |                                       |                         |                         |                         |                         |                    |                    |                      |                      |                      |                      |                            |                            |                            |                            |                            |                            |  |  |  |  |  |  |  |  |  |  |  |  |  |  |  |  |  |  |
|                             |                             |                             |                             |                             |                             |                          |                          |                              |                              |                              |                              |                                    |                                    |                                        |                                        |                                        |                                        |                                        |                                        |                                      |                                      |                                      |                                      |                            |                            |                                        |                                        |                                        |                                        |                                          |                                          |                                          |                                          |                                          |                                          |                        |                        |                     |                     |                                |                                |                                |                                |                                |                                |                          |                          |                                 |                                 |                                  |                                  |                                       |                                       |                                       |                                       |                                       |                                       |                         |                         |                         |                         |                    |                    |                      |                      |                      |                      |                            |                            |                            |                            |                            |                            |  |  |  |  |  |  |  |  |  |  |  |  |  |  |  |  |  |  |
|                             |                             |                             |                             |                             |                             |                          |                          |                              |                              |                              |                              |                                    |                                    |                                        |                                        |                                        |                                        |                                        |                                        |                                      |                                      |                                      |                                      |                            |                            |                                        |                                        |                                        |                                        |                                          |                                          |                                          |                                          |                                          |                                          |                        |                        |                     |                     |                                |                                |                                |                                |                                |                                |                          |                          |                                 |                                 |                                  |                                  |                                       |                                       |                                       |                                       |                                       |                                       |                         |                         |                         |                         |                    |                    |                      |                      |                      |                      |                            |                            |                            |                            |                            |                            |  |  |  |  |  |  |  |  |  |  |  |  |  |  |  |  |  |  |
|                             |                             |                             |                             | Irene Ferrier               | Irene Ferrier               | Irene Ferrier            | Irene Ferrier            | Irene Ferrier                | Irene Ferrier                |                              |                              | Michael George Reuel Tolkien 1943— | Michael George Reuel Tolkien 1943— | Michael George Reuel Tolkien 1943—     | Michael George Reuel Tolkien 1943—     | Michael George Reuel Tolkien 1943—     | Michael George Reuel Tolkien 1943—     |                                        |                                        | Rosemary Walters                     | Rosemary Walters                     | Rosemary Walters                     | Rosemary Walters                     | Rosemary Walters           | Rosemary Walters           |                                        |                                        |                                        |                                        |                                          |                                          |                                          |                                          |                                          |                                          |                        |                        |                     |                     |                                |                                |                                |                                |                                |                                |                          |                          |                                 |                                 |                                  |                                  |                                       |                                       |                                       |                                       |                                       |                                       |                         |                         |                         |                         |                    |                    |                      |                      |                      |                      |                            |                            |                            |                            |                            |                            |  |  |  |  |  |  |  |  |  |  |  |  |  |  |  |  |  |  |
|                             |                             |                             |                             | Irene Ferrier               | Irene Ferrier               | Irene Ferrier            | Irene Ferrier            | Irene Ferrier                | Irene Ferrier                |                              |                              | Michael George Reuel Tolkien 1943— | Michael George Reuel Tolkien 1943— | Michael George Reuel Tolkien 1943—     | Michael George Reuel Tolkien 1943—     | Michael George Reuel Tolkien 1943—     | Michael George Reuel Tolkien 1943—     |                                        |                                        | Rosemary Walters                     | Rosemary Walters                     | Rosemary Walters                     | Rosemary Walters                     | Rosemary Walters           | Rosemary Walters           |                                        |                                        |                                        |                                        |                                          |                                          |                                          |                                          |                                          |                                          |                        |                        |                     |                     |                                |                                |                                |                                |                                |                                |                          |                          |                                 |                                 |                                  |                                  |                                       |                                       |                                       |                                       |                                       |                                       |                         |                         |                         |                         |                    |                    |                      |                      |                      |                      |                            |                            |                            |                            |                            |                            |  |  |  |  |  |  |  |  |  |  |  |  |  |  |  |  |  |  |
|                             |                             |                             |                             |                             |                             |                          |                          |                              |                              |                              |                              |                                    |                                    |                                        |                                        |                                        |                                        |                                        |                                        |                                      |                                      |                                      |                                      |                            |                            |                                        |                                        |                                        |                                        |                                          |                                          |                                          |                                          |                                          |                                          |                        |                        |                     |                     |                                |                                |                                |                                |                                |                                |                          |                          |                                 |                                 |                                  |                                  |                                       |                                       |                                       |                                       |                                       |                                       |                         |                         |                         |                         |                    |                    |                      |                      |                      |                      |                            |                            |                            |                            |                            |                            |  |  |  |  |  |  |  |  |  |  |  |  |  |  |  |  |  |  |
|                             |                             |                             |                             |                             |                             |                          |                          |                              |                              |                              |                              |                                    |                                    |                                        |                                        |                                        |                                        |                                        |                                        |                                      |                                      |                                      |                                      |                            |                            |                                        |                                        |                                        |                                        |                                          |                                          |                                          |                                          |                                          |                                          |                        |                        |                     |                     |                                |                                |                                |                                |                                |                                |                          |                          |                                 |                                 |                                  |                                  |                                       |                                       |                                       |                                       |                                       |                                       |                         |                         |                         |                         |                    |                    |                      |                      |                      |                      |                            |                            |                            |                            |                            |                            |  |  |  |  |  |  |  |  |  |  |  |  |  |  |  |  |  |  |
|                             |                             | Joanna Tolkien 1945—        | Joanna Tolkien 1945—        | Joanna Tolkien 1945—        | Joanna Tolkien 1945—        | Joanna Tolkien 1945—     | Joanna Tolkien 1945—     |                              |                              | Hugh Baker                   | Hugh Baker                   | Hugh Baker                         | Hugh Baker                         | Hugh Baker                             | Hugh Baker                             |                                        |                                        |                                        |                                        |                                      |                                      |                                      |                                      |                            |                            |                                        |                                        | Simon Tolkien 1959—                    | Simon Tolkien 1959—                    | Simon Tolkien 1959—                      | Simon Tolkien 1959—                      | Simon Tolkien 1959—                      | Simon Tolkien 1959—                      |                                          |                                          | Tracy Sternberg        | Tracy Sternberg        | Tracy Sternberg     | Tracy Sternberg     | Tracy Sternberg                | Tracy Sternberg                |                                |                                | Christopher Tolkien            | Christopher Tolkien            | Christopher Tolkien      | Christopher Tolkien      | Christopher Tolkien             | Christopher Tolkien             |                                  |                                  | Angela Tolkien                        | Angela Tolkien                        | Angela Tolkien                        | Angela Tolkien                        | Angela Tolkien                        | Angela Tolkien                        |                         |                         | Dominic Tolkien         | Dominic Tolkien         | Dominic Tolkien    | Dominic Tolkien    | Dominic Tolkien      | Dominic Tolkien      |                      |                      | Zoë Tolkien                | Zoë Tolkien                | Zoë Tolkien                | Zoë Tolkien                | Zoë Tolkien                | Zoë Tolkien                |  |  |  |  |  |  |  |  |  |  |  |  |  |  |  |  |  |  |
|                             |                             | Joanna Tolkien 1945—        | Joanna Tolkien 1945—        | Joanna Tolkien 1945—        | Joanna Tolkien 1945—        | Joanna Tolkien 1945—     | Joanna Tolkien 1945—     |                              |                              | Hugh Baker                   | Hugh Baker                   | Hugh Baker                         | Hugh Baker                         | Hugh Baker                             | Hugh Baker                             |                                        |                                        |                                        |                                        |                                      |                                      |                                      |                                      |                            |                            |                                        |                                        | Simon Tolkien 1959—                    | Simon Tolkien 1959—                    | Simon Tolkien 1959—                      | Simon Tolkien 1959—                      | Simon Tolkien 1959—                      | Simon Tolkien 1959—                      |                                          |                                          | Tracy Sternberg        | Tracy Sternberg        | Tracy Sternberg     | Tracy Sternberg     | Tracy Sternberg                | Tracy Sternberg                |                                |                                | Christopher Tolkien            | Christopher Tolkien            | Christopher Tolkien      | Christopher Tolkien      | Christopher Tolkien             | Christopher Tolkien             |                                  |                                  | Angela Tolkien                        | Angela Tolkien                        | Angela Tolkien                        | Angela Tolkien                        | Angela Tolkien                        | Angela Tolkien                        |                         |                         | Dominic Tolkien         | Dominic Tolkien         | Dominic Tolkien    | Dominic Tolkien    | Dominic Tolkien      | Dominic Tolkien      |                      |                      | Zoë Tolkien                | Zoë Tolkien                | Zoë Tolkien                | Zoë Tolkien                | Zoë Tolkien                | Zoë Tolkien                |  |  |  |  |  |  |  |  |  |  |  |  |  |  |  |  |  |  |
|                             |                             |                             |                             |                             |                             |                          |                          |                              |                              |                              |                              |                                    |                                    |                                        |                                        |                                        |                                        |                                        |                                        |                                      |                                      |                                      |                                      |                            |                            |                                        |                                        |                                        |                                        |                                          |                                          |                                          |                                          |                                          |                                          |                        |                        |                     |                     |                                |                                |                                |                                |                                |                                |                          |                          |                                 |                                 |                                  |                                  |                                       |                                       |                                       |                                       |                                       |                                       |                         |                         |                         |                         |                    |                    |                      |                      |                      |                      |                            |                            |                            |                            |                            |                            |  |  |  |  |  |  |  |  |  |  |  |  |  |  |  |  |  |  |
|                             |                             |                             |                             |                             |                             |                          |                          |                              |                              |                              |                              |                                    |                                    |                                        |                                        |                                        |                                        |                                        |                                        |                                      |                                      |                                      |                                      |                            |                            |                                        |                                        |                                        |                                        |                                          |                                          |                                          |                                          |                                          |                                          |                        |                        |                     |                     |                                |                                |                                |                                |                                |                                |                          |                          |                                 |                                 |                                  |                                  |                                       |                                       |                                       |                                       |                                       |                                       |                         |                         |                         |                         |                    |                    |                      |                      |                      |                      |                            |                            |                            |                            |                            |                            |  |  |  |  |  |  |  |  |  |  |  |  |  |  |  |  |  |  |
|                             |                             |                             |                             |                             |                             |                          |                          |                              |                              |                              |                              |                                    |                                    |                                        |                                        |                                        |                                        |                                        |                                        | Judith Tolkien 1951—                 | Judith Tolkien 1951—                 | Judith Tolkien 1951—                 | Judith Tolkien 1951—                 | Judith Tolkien 1951—       | Judith Tolkien 1951—       |                                        |                                        | Alan Crombleholme                      | Alan Crombleholme                      | Alan Crombleholme                        | Alan Crombleholme                        | Alan Crombleholme                        | Alan Crombleholme                        |                                          |                                          |                        |                        |                     |                     | Sue                            | Sue                            | Sue                            | Sue                            | Sue                            | Sue                            |                          |                          | Timothy Tolkien 1962—           | Timothy Tolkien 1962—           | Timothy Tolkien 1962—            | Timothy Tolkien 1962—            | Timothy Tolkien 1962—                 | Timothy Tolkien 1962—                 |                                       |                                       | Nicholas Tolkien 1964-                | Nicholas Tolkien 1964-                | Nicholas Tolkien 1964-  | Nicholas Tolkien 1964-  | Nicholas Tolkien 1964-  | Nicholas Tolkien 1964-  |                    |                    | Stephen Tolkien 1966 | Stephen Tolkien 1966 | Stephen Tolkien 1966 | Stephen Tolkien 1966 | Stephen Tolkien 1966       | Stephen Tolkien 1966       |                            |                            |                            |                            |  |  |  |  |  |  |  |  |  |  |  |  |  |  |  |  |  |  |
|                             |                             |                             |                             |                             |                             |                          |                          |                              |                              |                              |                              |                                    |                                    |                                        |                                        |                                        |                                        |                                        |                                        | Judith Tolkien 1951—                 | Judith Tolkien 1951—                 | Judith Tolkien 1951—                 | Judith Tolkien 1951—                 | Judith Tolkien 1951—       | Judith Tolkien 1951—       |                                        |                                        | Alan Crombleholme                      | Alan Crombleholme                      | Alan Crombleholme                        | Alan Crombleholme                        | Alan Crombleholme                        | Alan Crombleholme                        |                                          |                                          |                        |                        |                     |                     | Sue                            | Sue                            | Sue                            | Sue                            | Sue                            | Sue                            |                          |                          | Timothy Tolkien 1962—           | Timothy Tolkien 1962—           | Timothy Tolkien 1962—            | Timothy Tolkien 1962—            | Timothy Tolkien 1962—                 | Timothy Tolkien 1962—                 |                                       |                                       | Nicholas Tolkien 1964-                | Nicholas Tolkien 1964-                | Nicholas Tolkien 1964-  | Nicholas Tolkien 1964-  | Nicholas Tolkien 1964-  | Nicholas Tolkien 1964-  |                    |                    | Stephen Tolkien 1966 | Stephen Tolkien 1966 | Stephen Tolkien 1966 | Stephen Tolkien 1966 | Stephen Tolkien 1966       | Stephen Tolkien 1966       |                            |                            |                            |                            |  |  |  |  |  |  |  |  |  |  |  |  |  |  |  |  |  |  |
|                             |                             |                             |                             |                             |                             |                          |                          |                              |                              |                              |                              |                                    |                                    |                                        |                                        |                                        |                                        |                                        |                                        |                                      |                                      |                                      |                                      |                            |                            |                                        |                                        |                                        |                                        |                                          |                                          |                                          |                                          |                                          |                                          |                        |                        |                     |                     |                                |                                |                                |                                |                                |                                |                          |                          |                                 |                                 |                                  |                                  |                                       |                                       |                                       |                                       |                                       |                                       |                         |                         |                         |                         |                    |                    |                      |                      |                      |                      |                            |                            |                            |                            |                            |                            |  |  |  |  |  |  |  |  |  |  |  |  |  |  |  |  |  |  |
|                             |                             |                             |                             |                             |                             |                          |                          |                              |                              |                              |                              |                                    |                                    |                                        |                                        |                                        |                                        |                                        |                                        |                                      |                                      |                                      |                                      |                            |                            |                                        |                                        |                                        |                                        |                                          |                                          |                                          |                                          |                                          |                                          |                        |                        |                     |                     |                                |                                |                                |                                |                                |                                |                          |                          |                                 |                                 |                                  |                                  |                                       |                                       |                                       |                                       |                                       |                                       |                         |                         |                         |                         |                    |                    |                      |                      |                      |                      |                            |                            |                            |                            |                            |                            |  |  |  |  |  |  |  |  |  |  |  |  |  |  |  |  |  |  |
|                             |                             |                             |                             |                             |                             |                          |                          |                              |                              |                              |                              |                                    |                                    |                                        |                                        |                                        |                                        |                                        |                                        |                                      |                                      |                                      |                                      |                            |                            |                                        |                                        |                                        |                                        |                                          |                                          |                                          |                                          |                                          |                                          |                        |                        |                     |                     |                                |                                |                                |                                |                                |                                |                          |                          |                                 |                                 |                                  |                                  |                                       |                                       |                                       |                                       |                                       |                                       |                         |                         |                         |                         |                    |                    |                      |                      |                      |                      |                            |                            |                            |                            |                            |                            |  |  |  |  |  |  |  |  |  |  |  |  |  |  |  |  |  |  |
|                             |                             |                             |                             |                             |                             |                          |                          |                              |                              |                              |                              |                                    |                                    |                                        |                                        |                                        |                                        |                                        |                                        |                                      |                                      |                                      |                                      |                            |                            |                                        |                                        |                                        |                                        |                                          |                                          |                                          |                                          |                                          |                                          |                        |                        |                     |                     |                                |                                |                                |                                |                                |                                |                          |                          |                                 |                                 |                                  |                                  |                                       |                                       |                                       |                                       |                                       |                                       |                         |                         |                         |                         |                    |                    |                      |                      |                      |                      |                            |                            |                            |                            |                            |                            |  |  |  |  |  |  |  |  |  |  |  |  |  |  |  |  |  |  |
|                             |                             |                             |                             |                             |                             |                          |                          |                              |                              |                              |                              |                                    |                                    |                                        |                                        |                                        |                                        |                                        |                                        |                                      |                                      |                                      |                                      |                            |                            |                                        |                                        |                                        |                                        |                                          |                                          |                                          |                                          |                                          |                                          |                        |                        |                     |                     |                                |                                |                                |                                |                                |                                |                          |                          |                                 |                                 |                                  |                                  |                                       |                                       |                                       |                                       |                                       |                                       |                         |                         |                         |                         |                    |                    |                      |                      |                      |                      |                            |                            |                            |                            |                            |                            |  |  |  |  |  |  |  |  |  |  |  |  |  |  |  |  |  |  |
|                             |                             | Mandy Baker 1967–           | Mandy Baker 1967–           | Mandy Baker 1967–           | Mandy Baker 1967–           | Mandy Baker 1967–        | Mandy Baker 1967–        |                              |                              | Michael Baker 1975–          | Michael Baker 1975–          | Michael Baker 1975–                | Michael Baker 1975–                | Michael Baker 1975–                    | Michael Baker 1975–                    |                                        |                                        |                                        |                                        | Freya Crombleholme 1976–             | Freya Crombleholme 1976–             | Freya Crombleholme 1976–             | Freya Crombleholme 1976–             | Freya Crombleholme 1976–   | Freya Crombleholme 1976–   |                                        |                                        | Piers Crombleholme 1979–               | Piers Crombleholme 1979–               | Piers Crombleholme 1979–                 | Piers Crombleholme 1979–                 | Piers Crombleholme 1979–                 | Piers Crombleholme 1979–                 |                                          |                                          |                        |                        |                     |                     |                                |                                | Adam Reuel Tolkien 1969—       | Adam Reuel Tolkien 1969—       | Adam Reuel Tolkien 1969—       | Adam Reuel Tolkien 1969—       | Adam Reuel Tolkien 1969— | Adam Reuel Tolkien 1969— |                                 |                                 | Rachel Clare Reuel Tolkien 1971— | Rachel Clare Reuel Tolkien 1971— | Rachel Clare Reuel Tolkien 1971—      | Rachel Clare Reuel Tolkien 1971—      | Rachel Clare Reuel Tolkien 1971—      | Rachel Clare Reuel Tolkien 1971—      |                                       |                                       |                         |                         |                         |                         |                    |                    |                      |                      |                      |                      |                            |                            |                            |                            |                            |                            |  |  |  |  |  |  |  |  |  |  |  |  |  |  |  |  |  |  |
|                             |                             | Mandy Baker 1967–           | Mandy Baker 1967–           | Mandy Baker 1967–           | Mandy Baker 1967–           | Mandy Baker 1967–        | Mandy Baker 1967–        |                              |                              | Michael Baker 1975–          | Michael Baker 1975–          | Michael Baker 1975–                | Michael Baker 1975–                | Michael Baker 1975–                    | Michael Baker 1975–                    |                                        |                                        |                                        |                                        | Freya Crombleholme 1976–             | Freya Crombleholme 1976–             | Freya Crombleholme 1976–             | Freya Crombleholme 1976–             | Freya Crombleholme 1976–   | Freya Crombleholme 1976–   |                                        |                                        | Piers Crombleholme 1979–               | Piers Crombleholme 1979–               | Piers Crombleholme 1979–                 | Piers Crombleholme 1979–                 | Piers Crombleholme 1979–                 | Piers Crombleholme 1979–                 |                                          |                                          |                        |                        |                     |                     |                                |                                | Adam Reuel Tolkien 1969—       | Adam Reuel Tolkien 1969—       | Adam Reuel Tolkien 1969—       | Adam Reuel Tolkien 1969—       | Adam Reuel Tolkien 1969— | Adam Reuel Tolkien 1969— |                                 |                                 | Rachel Clare Reuel Tolkien 1971— | Rachel Clare Reuel Tolkien 1971— | Rachel Clare Reuel Tolkien 1971—      | Rachel Clare Reuel Tolkien 1971—      | Rachel Clare Reuel Tolkien 1971—      | Rachel Clare Reuel Tolkien 1971—      |                                       |                                       |                         |                         |                         |                         |                    |                    |                      |                      |                      |                      |                            |                            |                            |                            |                            |                            |  |  |  |  |  |  |  |  |  |  |  |  |  |  |  |  |  |  |
|                             |                             |                             |                             |                             |                             |                          |                          |                              |                              |                              |                              |                                    |                                    |                                        |                                        |                                        |                                        |                                        |                                        |                                      |                                      |                                      |                                      |                            |                            |                                        |                                        |                                        |                                        |                                          |                                          |                                          |                                          |                                          |                                          |                        |                        |                     |                     |                                |                                |                                |                                |                                |                                |                          |                          |                                 |                                 |                                  |                                  |                                       |                                       |                                       |                                       |                                       |                                       |                         |                         |                         |                         |                    |                    |                      |                      |                      |                      |                            |                            |                            |                            |                            |                            |  |  |  |  |  |  |  |  |  |  |  |  |  |  |  |  |  |  |
|                             |                             |                             |                             |                             |                             | Royd Baker 1969–         | Royd Baker 1969–         | Royd Baker 1969–             | Royd Baker 1969–             | Royd Baker 1969–             | Royd Baker 1969–             |                                    |                                    | Catherine Tolkien 1969–                | Catherine Tolkien 1969–                | Catherine Tolkien 1969–                | Catherine Tolkien 1969–                | Catherine Tolkien 1969–                | Catherine Tolkien 1969–                |                                      |                                      | Ruth Tolkien 1982–                   | Ruth Tolkien 1982–                   | Ruth Tolkien 1982–         | Ruth Tolkien 1982–         | Ruth Tolkien 1982–                     | Ruth Tolkien 1982–                     |                                        |                                        |                                          |                                          | Nicholas Tolkien 1990–                   | Nicholas Tolkien 1990–                   | Nicholas Tolkien 1990–                   | Nicholas Tolkien 1990–                   | Nicholas Tolkien 1990– | Nicholas Tolkien 1990– |                     |                     |                                |                                |                                |                                |                                |                                |                          |                          |                                 |                                 |                                  |                                  |                                       |                                       |                                       |                                       |                                       |                                       |                         |                         |                         |                         |                    |                    |                      |                      |                      |                      |                            |                            |                            |                            |                            |                            |  |  |  |  |  |  |  |  |  |  |  |  |  |  |  |  |  |  |

## Miembros notables

### Familia Tolkien
Por los datos que se conocen, la mayoría de los antepasados paternos de Tolkien fueron artesanos. La familia Tolkien tenía sus raíces en los ducados sajones que ahora forman el estado de Baja Sajonia en Alemania, aunque había estado afincada en Inglaterra desde el siglo XVIII, adaptándose rápida e intensamente a la cultura inglesa. El apellido «Tolkien» es la forma anglicada del alemán «Tollkiehn», cuyo origen radica en tollkühn (‘temerario’). En una carta que escribió Christopher Tolkien al autor y crítico William Ready precisa que «el nombre es de origen alemán, compuesto por tol-, que quiere decir ‘loco’, y -kühn, ‘valiente’; su significado global sería ‘arriesgado’». La traducción etimológica de este término en inglés sería «dull-keen», una traducción literal u oxímoron. El apellido «Rashbold» que aparece en «Los papeles del Notion Club» es un juego de palabras que alude a la etimología de su apellido.

#### John Benjamin Tolkien
John Benjamin Tolkien (n. Londres; c. 1807 - m. Kings Norton, Worcestershire; 1896) fue el abuelo paterno del escritor J. R. R. Tolkien. Fue profesor y afinador de piano, así como vendedor de instrumentos musicales, pero se fue a la bancarrota en 1877, cuando se describía a sí mismo como «John Benjamin Tolkien, de la Calle Alta de Birmingham, en Warwickshire, vendedor de pianofortes y música».
Se casó dos veces: la primera con Jane Holmwood, matrimonio del que tuvo cuatro hijos: Emily (n. 1838), Louisa (n. 1840), John Benjamin (n. 1845), y Jane (n. 1846); y la segunda con Mary Jane Stowe, el 16 de febrero de 1856 en la iglesia parroquial de Todos los Santos de Birmingham (Warwickshire, Inglaterra). De este segundo matrimonio nacieron, al menos, seis hermanos: Arthur Reuel (1857-1896), empleado de banca; Mabel (n. 1858); Grace Bindley (n. 1861), que se convirtió en la señora de William Charles Mountain; Florence Mary (n. 1863), que se convirtió en la señora de Tom Hadley; Wilfred Henry (1870 – 1938), un agente bursátil; y Lawrence George H. (n. 1873), corredor de seguros de vida e incendio, casado con Emily Grace McGregor. Marian Esther Tolkien (n. 1866) y Mary Tolkien (n. 1870) también podrían haber sido hijas de este matrimonio.

#### Arthur Tolkien
Arthur Reuel Tolkien (Handsworth, Staffordshire; c. febrero de 1857 — m. Bloemfontein, hoy Sudáfrica; 15 de febrero de 1896) fue el padre del escritor J. R. R. Tolkien. Era el hijo mayor de John Benjamin Tolkien y Mary Jane Stowe. Arthur no secundó a su padre en el negocio familiar del comercio de pianos, al contrario que varios de sus primos de Londres; en su lugar se empleó en la banca, y terminó mudándose a Bloemfontein, en el Estado Libre de Orange (hoy parte de Sudáfrica), donde ascendió hasta dirigir el Banco de África en Sudáfrica. Hoy, una tienda de muebles ocupa el edificio Bradlow, el lugar en el que estaba el banco, en la esquina de las calles West Burger y Maitland.
Arthur se vio pronto acompañado por su novia, Mabel Suffield. Se casaron el 16 de abril de 1891 en la Catedral de Ciudad del Cabo. Siguieron dos hijos, John Ronald Reuel (n. 1892) y Hilary Arthur Reuel (n. 1894), y la familia adoptó un cómodo estilo de vida en la puerta contigua al banco.
Mabel Tolkien pensó que el clima inglés sentaría mejor a la salud de sus hijos, y regresó a Inglaterra con ellos en 1895. Arthur se quedó en Sudáfrica, donde murió a causa de una grave hemorragia producto de unas fiebres reumáticas, el 15 de febrero de 1896, antes de tener la oportunidad de reunirse con su familia en Inglaterra. Está enterrado en el President Brand Cemetery, en la esquina entre las avenidas Church y Rhodes, en Bloemfontein.

#### Hilary Tolkien
Hilary Arthur Reuel Tolkien (n. Bloemfontein, hoy Sudáfrica; 17 de febrero de 1894 — m. ¿Evesham, Worcestershire?; 1976) fue el hermano menor del escritor J. R. R. Tolkien, hijo de Arthur Tolkien y Mabel Suffield. Al contrario que su hermano mayor, Hilary abandonó pronto los estudios, y dejó el internado en el que vivían los dos hermanos huérfanos en 1911 para trabajar en una granja en Sussex. En cuanto Gran Bretaña declaró la Gran Guerra a Alemania, Hilary corrió a alistarse como corneta, adelantando a su hermano mayor, que pretendía graduarse antes. Después de la guerra adquirió un pequeño huerto en Evesham, la ciudad ancestral de su familia materna, y pasó allí el resto de su vida, cultivando fruta. De forma póstuma, Angela Gardner y Neil Holford han publicado sus memorias; y en enero de 2009 la misma Angela Gardner ha editado un pequeño libro de cuentos fantásticos escritos por Hilary, ilustrado por Jef Murray y titulado Black & White Ogre Country. The Lost Tales of Hilary Tolkien.

### Familia Suffield
La familia Suffield era originaria de Evesham (Worcestershire), pero hacía tiempo que se había desplazado hacia Birmingham y sus suburbios. Allí mantuvo desde 1812 un negocio en el edificio llamado Old Lamb House («Vieja casa del cordero»), en la esquina de Bull Street con High Street (centro de Birmingham). En 1812, William Suffield (tatarabuelo de Tolkien) abrió allí una librería y papelería; el bisabuelo de Tolkien, también llamado John Suffield, continuó desde 1826 con una mercería y tienda de telas; negocio que siguieron los abuelos maternos de J. R. R. Tolkien (John Suffield Jr. y Emily Jane Sparrow, que vivían en Stirling Road) hasta 1886 en que se demolió el edificio. El negocio familiar fue trasladado a un edificio nuevo en Corporation Street, pero en menos de tres años el negocio tuvo que cerrar.
Tolkien declaró en una carta a su hijo Michael: «aunque un Tolkien por apellido, soy un Suffield por gustos, atributos y crianza, y cualquier rincón de ese país [Worcestershire] (sea bello o yermo) es para mí un indefinido camino “a casa” como no lo es ningún otro sitio del mundo».

#### Mabel Tolkien

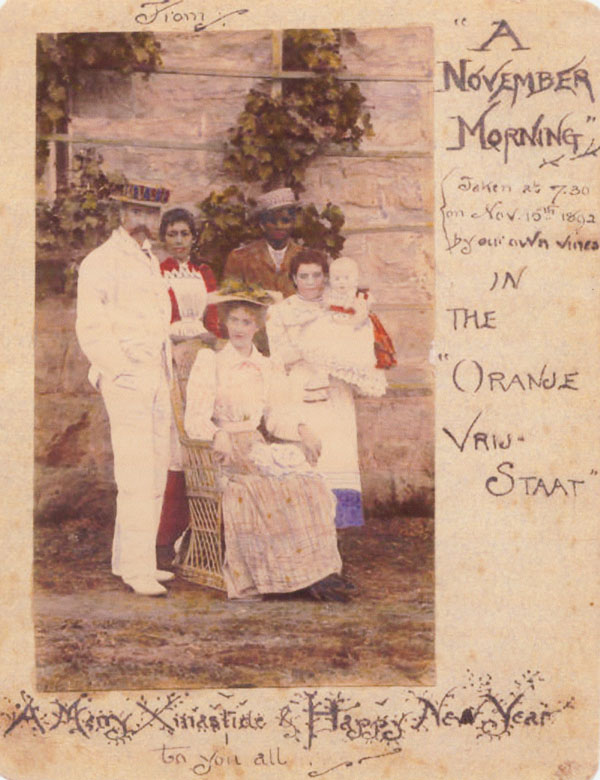
Postal navideña manuscrita con una fotografía coloreada de la familia Tolkien (Arthur, Mabel, el pequeño Ronald de 10 meses y tres sirvientes), enviada por Mabel Tolkien desde el Estado Libre de Orange a sus parientes en Birmingham, el 15 de noviembre de 1892.

Mabel Tolkien (n. Yardley, Warwickshire; c. 1870 – m. Kings Norton, Worcestershire; 14 de noviembre de 1904), de soltera Mabel Suffield, fue la madre de J. R. R. Tolkien. La muerte de su esposo Arthur Tolkien en Sudáfrica en 1896 la dejó a ella y a sus dos hijos pequeños sin ingresos. En un primer momento, vivieron con sus parientes en Birmingham, para después mudarse a Sarehole (hoy una parte de Hall Green), y más tarde a la villa de Kings Norton, en Worcestershire (posteriormente anexada a Birmingham).
Mabel ejerció de tutora de sus dos hijos, y J. R. R. (o Ronald, como se le conocía en la familia) fue un alumno aventajado. Le enseñó bastante botánica, por lo que despertó en su hijo el placer de observar y sentir las plantas. A escribir también le enseñó ella, y su ornamentada caligrafía influyó en la escritura de su hijo en la vida adulta. Pero sus lecciones favoritas eran las de idiomas, por lo que su madre le enseñó los rudimentos del latín muy temprano.
Mabel Tolkien se convirtió al catolicismo en 1900, a pesar de las vehementes protestas de su familia baptista, que dejó de asistirla económicamente. Falleció en 1904 por complicaciones agudas de la diabetes que padecía: tenía unos 34 años, todo lo que una persona con diabetes mellitus insulinodependiente podía esperar vivir sin tratamiento, pues la insulina no fue descubierta hasta dos décadas después. Ronald tenía doce años en aquel momento, y vivían en alquiler en Fern Cottage, en Rednal. Durante el resto de su vida, Tolkien pensó que ella se había convertido en una mártir por su fe, lo que le causó un profundo efecto en sus creencias católicas.

#### Beatrice Suffield
Beatrice Suffield, de soltera Beatrice Bartlett, fue una tía política de J. R. R. Tolkien, esposa de su tío William Suffield. Ronald y su hermano Hilary vivieron tres años (entre junio de 1905 y junio de 1908) en la casa de su tía Beatrice en el 25 de Stirling Road (Edgbaston, Birmingham) tras la muerte de su madre y una breve estancia en el Oratorio de Birmingham. Sin embargo, el mal carácter de la mujer y el oscuro ambiente de la casa, llevó al tutor de los muchachos, el padre Francis Xavier Morgan a buscarles una residencia más agradable.

### El matrimonio Tolkien

#### Edith Tolkien
Edith Mary Tolkien (Plymouth, Devon, 21 de enero de 1889 - Bournemouth, 29 de noviembre de 1971), de soltera Edith Mary Bratt, fue la esposa del escritor J. R. R. Tolkien y la inspiración para su personaje ficticio Lúthien Tinúviel, una princesa élfica y la más bella entre los hijos de Ilúvatar. En 1908 Edith, una talentosa pianista, quedó huérfana. Conoció a Ronald Tolkien ese mismo año, cuando él y su hermano menor fueron trasladados al mismo orfanato. A pesar de ser mayor que él (ella tenía 19 y Tolkien 16) en el verano de 1909 se enamoraron. Sin embargo, antes de terminar el año, la relación terminó al enterarse de esto el padre Francis Xavier Morgan, tutor de Ronald, quien le prohibió a éste volver a ver a Edith hasta que él tuviera veintiún años. Llegada esa edad, Ronald le escribió y renovaron su amor; aceptando Edith el matrimonio.
El primer hijo del matrimonio fue John Francis Reuel (1917-2003), que nació en Cheltenham. Tras la Primera Guerra Mundial (en la que Tolkien prestó servicio) tuvieron tres hijos más: Michael Hilary Reuel (1920-1984), Christopher John Reuel (1924-2020) y Priscilla Anne Reuel (1929-2022).

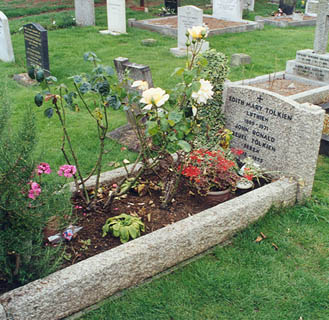
Tumba en la que están sepultados Edith y Ronald Tolkien.

Edith Tolkien murió a la edad de 82 años. Fue enterrada en el cementerio de Wolvercote, en Oxford. J. R. R. Tolkien fue enterrado junto a ella dos años después. Debajo de sus nombres en su sepultura fueron colocados los nombres de los personajes «Beren» (para Ronald) y «Lúthien» (para Edith): en el legendarium de Tolkien, Lúthien y el hombre llamado Beren fueron dos amantes separados durante un tiempo por el padre de Lúthien, el rey Thingol.

#### Ronald Tolkien
John Ronald Reuel Tolkien, CBE (Bloemfontein, Sudáfrica, 3 de enero de 1892 – Bournemouth, Reino Unido, 2 de septiembre de 1973), más conocido por su seudónimo J. R. R. Tolkien, fue un escritor británico, poeta, filólogo y profesor universitario, conocido principalmente por ser el autor de las novelas clásicas de la alta fantasía El hobbit y El Señor de los Anillos.
De 1925 a 1945, Tolkien fue profesor de anglosajón, ocupando la cátedra Rawlinson y Bosworth, en la Universidad de Oxford y, de 1945 a 1959, profesor de lenguaje y literatura inglesa en Merton. Fue un devoto católico.
Después de su muerte, el tercer hijo de Tolkien, Christopher, publicó una serie de obras basadas en las amplias notas y manuscritos inéditos de su padre, entre ellas El Silmarillion y Los hijos de Húrin. Estos libros, junto con El hobbit y El Señor de los Anillos, forman un cuerpo conectado de cuentos, poemas, historias de ficción, idiomas inventados y ensayos literarios sobre un mundo imaginado llamado Arda, y más extensamente sobre uno de sus continentes, conocido como la Tierra Media. Entre 1951 y 1955, Tolkien aplicó la palabra legendarium a la mayor parte de estos escritos.
Si bien escritores como William Morris, Robert E. Howard y E. R. Eddison precedieron a Tolkien en el género literario de fantasía con obras tan famosas e influyentes como las de Conan el Bárbaro, el gran éxito de El hobbit y El Señor de los Anillos cuando se publicaron en Estados Unidos condujo directamente al resurgimiento popular del género. Esto ha causado que Tolkien sea identificado popularmente como «el padre» de la literatura moderna de fantasía, o más concretamente, de la alta fantasía. Los trabajos de Tolkien han inspirado muchas otras obras de fantasía y han tenido un efecto duradero en todo el campo.

### Familia Incledon
Durante su infancia, Ronald Tolkien pasó frecuentemente una parte de sus vacaciones con su hermano Hilary en casa de su tía Edith Suffield, apodada May. Ésta se había casado con Walter Incledon, un comerciante de Birmingham, y habían tenido dos chicas, Marjorie y Mary, más o menos de la misma edad que Tolkien. Es durante sus estancias con los Incledon, en Barnt Green (Worcestershire), cuando Tolkien concibió, con sus primas, sus primeras lenguas imaginarias. En primer lugar el animálico, más un código que una lengua, que consistía en reemplazar las palabras de una frase por nombres de animales. Después de que Marjorie perdiese todo interés por esa lengua, Tolkien y Mary concibieron un nuevo lenguaje, más elaborado, el nevbosh o ‘nuevo disparate’. Tolkien volvió mucho más tarde sobre estas dos lenguas construidas en su ensayo «Un vicio secreto».
Mary, convertida al catolicismo, fue la madrina de John, el hijo mayor de Ronald. Murió de un cáncer en 1940. Su hermana Marjorie se hizo pintora.

### Hijos del matrimonio Tolkien

#### John Tolkien
John Francis Reuel Tolkien (n. Cheltenham, Gloucestershire; 16 de noviembre de 1917 - m. Birmingham, Midlands Occidentales; 22 de enero de 2003) fue el hijo mayor del matrimonio Tolkien. Fue ordenado sacerdote católico en 1946. Hasta 1957 atendió en la iglesia de los Mártires de Inglaterra, en Sparkhill. De allí se mudó a Knutton, en Staffordshire, época en la que debió dar la misa de funeral de su padre en el cementerio de Wolvercote. Permaneció en Knutton hasta 1986, cuando se mudó a Hartshill, también en Staffordshire, hasta 1987. Desde entonces hasta su retiro en 1994 fue párroco de Eynsham, en Oxfordshire. En 1992 publicó, junto a su hermana menor Priscilla, The Tolkien Family Album, un pequeño libro de 96 páginas con escenas y recuerdos familiares de su infancia y de sus padres.
Durante los últimos años de su vida fue acusado de abusos deshonestos por un hombre que había sido boy scout a su cargo 40 años antes, durante la época de la iglesia de los Mártires de Inglaterra. La fiscalía abandonó la investigación en 2001. El caso concluyó pocos meses después de la muerte de John Tolkien cuando el Arzobispado de Birmingham pagó, sin reconocimiento de culpa, 15 000 libras a la presunta víctima. Estos hechos coincidieron con el lanzamiento de la primera película de El señor de los anillos. Diferentes personas que habían conocido al padre Tolkien a lo largo de su vida expresaron su indignación por estas falsas acusaciones y hablaron de él con afecto.

#### Michael Tolkien
Michael Hilary Reuel Tolkien (n. Headington, Oxfordshire; 22 de octubre de 1920 – m. 27 de octubre de 1984) fue el segundo hijo del matrimonio Tolkien. Al igual que su hermano menor Christopher, luchó en la Royal Air Force durante la Segunda Guerra Mundial. Posteriormente describió el combate como «inmoral». Ejerció de maestro de escuela el resto de su vida.

#### Christopher Tolkien
Christopher John Reuel Tolkien (n. Leeds, Yorkshire del Oeste; 21 de noviembre de 1924, – m. Var, 16 de enero de 2020), fue un escritor británico muy conocido por el trabajo que realizó como editor de la mayor parte de la obra de su padre y que publicó tras su muerte, como su albacea literario. Christopher fue educado en el Dragon School, en Cherwell, y más tarde en el Oratory School. Se formó como piloto en Sudáfrica y durante la Segunda Guerra Mundial sirvió en la Royal Air Force. Siguió los pasos de su padre, convirtiéndose en lector y tutor de Lengua inglesa en la Universidad de Oxford.
Su padre escribió muchísimo material vinculado a la mitología de la Tierra Media, que no fue publicado mientras vivía; aunque originalmente su intención era publicar El Silmarillion junto con El Señor de los Anillos, y ya había partes muy desarrolladas, murió en 1973 dejando el proyecto inconcluso. Así que Christopher se embarcó en la tarea de organizar todas las notas de su padre, algunas de las cuales estaban escritas en viejos recortes de papel. Descifrar esto fue una ardua tarea, y tal vez sólo alguien con la cercanía al autor de Christopher, y tan adentrado en la evolución de las historias, podía hacer que todo concordara. Pudo publicar El Silmarillion en 1977, seguido de los Cuentos inconclusos de Númenor y la Tierra Media en 1980, y los doce volúmenes de La historia de la Tierra Media, entre 1983 y 1996. En 2006 la editorial HarperCollins anunció el lanzamiento de la obra The Children of Hurin (Los hijos de Húrin), comenzada por su padre y editada por Christopher, que fue publicada el 17 de abril de 2007. A Christopher le llevó treinta años concluir esta obra. La leyenda de Sigurd y Gudrún (2009) es el último ejemplo de su trabajo editorial.
Christopher fue el tercer hijo de J. R. R. Tolkien y de Edith Mary Bratt. Se casó en dos ocasiones: por primera vez con la escultora Faith Faulconbridge, con la que tuvo un hijo, Simon. Su segundo matrimonio fue con Baillie Klass con la que residía en Francia, y con la que tuvo dos hijos: Adam y Rachel.

#### Priscilla Tolkien

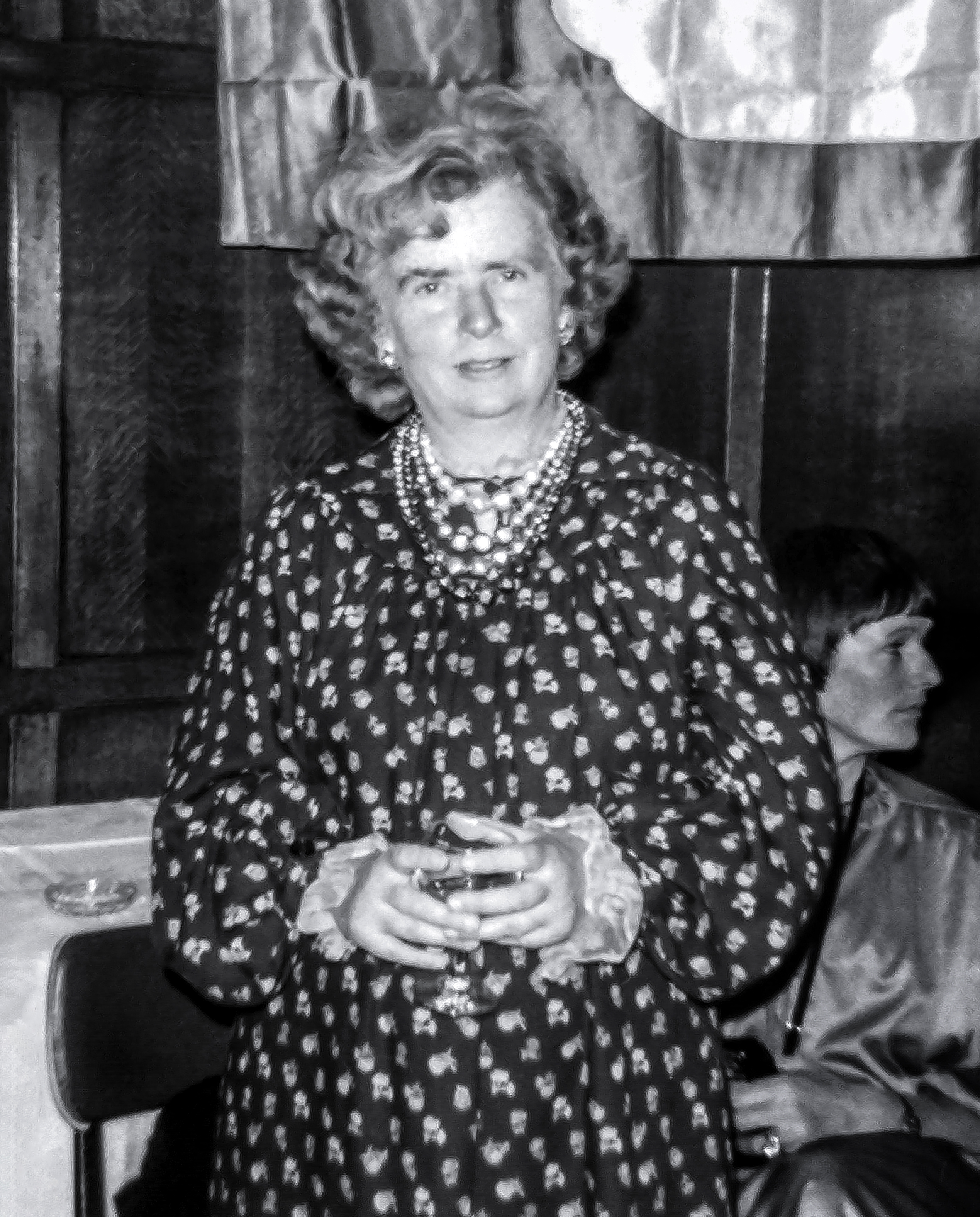
Priscilla Tolkien en Oxford, 1979

Priscilla Anne Reuel Tolkien (n. Headington, Oxfordshire; 18 de junio de 1929 - 28 de febrero de 2022 (92 años) fue la hija pequeña del matrimonio Tolkien, y la única mujer. Hasta su jubilación ejerció como trabajadora social. En 1992 publicó, junto a su hermano mayor John, The Tolkien Family Album, un pequeño libro de 96 páginas con escenas y recuerdos familiares de su infancia y de sus padres.
En 2009 encabezó el litigio que el Tolkien Trust, en representación de todos los herederos del escritor, entabló con New Line Cinema por los derechos de autor correspondientes a las películas de la trilogía basada en El Señor de los Anillos, la novela más conocida de su padre; producciones de las que Priscilla aseguró no haber recibido «ni un penique» para su fundación caritativa.

### Otros descendientes

#### Faith Faulconbridge

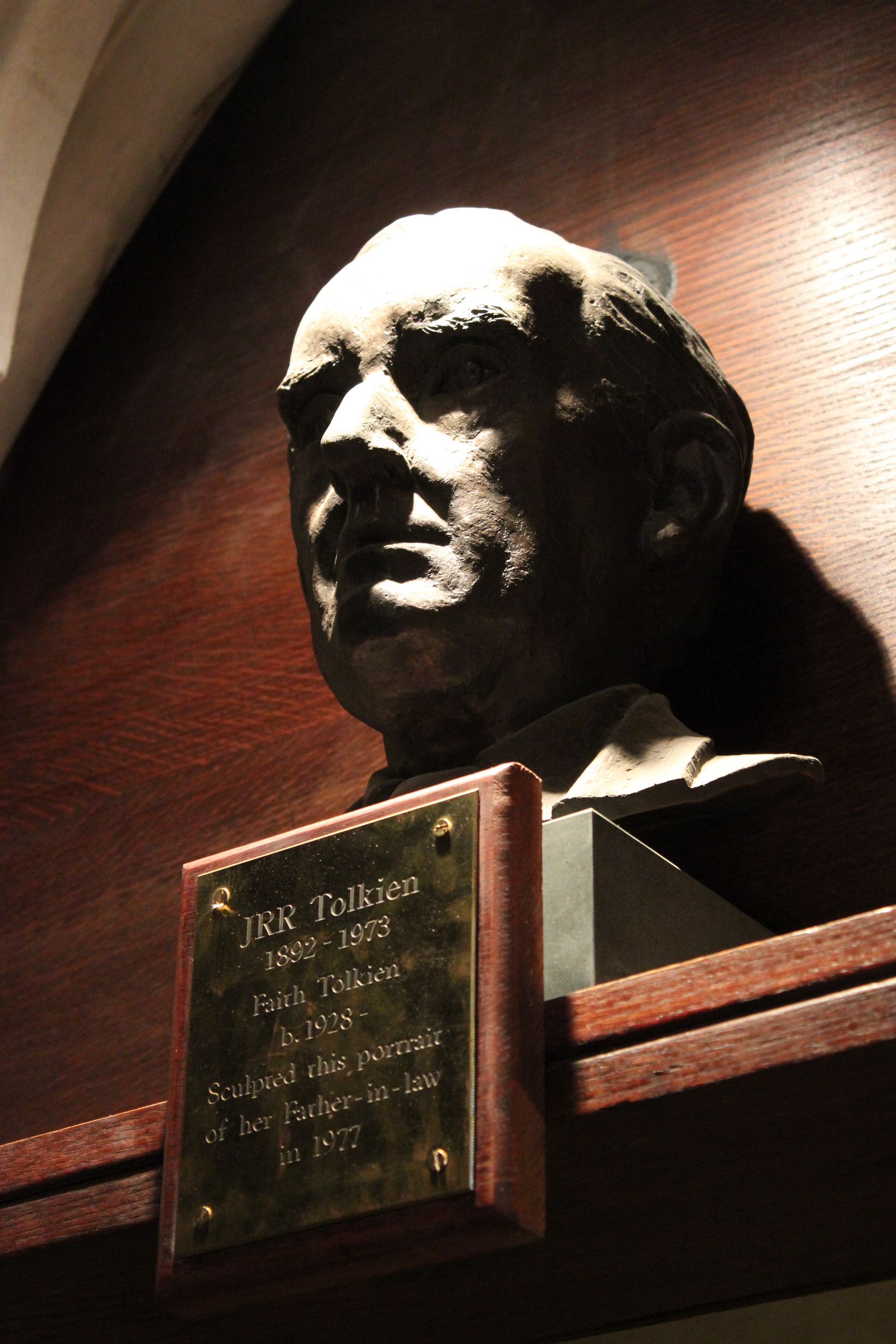
Busto de J. R. R. Tolkien, moldeado por su nuera Faith Faulconbridge y emplazado en el Exeter College de Oxford.

Faith Lucy Tilly Faulconbridge (n. Huntingdon, Huntingdonshire; 1928) fue la primera esposa de Christopher Tolkien, y es la madre de su primer hijo, Simon. Se casaron el 2 de abril de 1951 y se separaron en 1964; el divorcio siguió tres años más tarde. Es escultora, y ha realizado el busto de Tolkien que la Facultad de Inglés de Oxford le dedicó en su jubilación, y que se encuentra en el Exeter College.

#### Baillie Tolkien
Baillie Tolkien (n. 1941 en Winnipeg, Canadá), de soltera Baillie Klass, fue la secretaria personal de J. R. R. Tolkien. Es la editora de la colección de cartas de J. R. R. Tolkien titulada Las cartas de Papá Noel, y se sienta en el consejo de la Tolkien Company.
Se casó con Christopher Tolkien (que ya había estado casado con Faith Faulconbridge) en 1967, con lo que se convirtió en nuera de J. R. R. Tolkien. Tienen dos hijos, Adam Reuel Tolkien, nacido en 1969, y Rachel Clare Reuel Tolkien, nacida en 1971.

#### Michael G. R. Tolkien
Michael George Reuel Tolkien (n. 1943) es un poeta británico. Michael G. R. Tolkien se educó en la Oratory School de Oxford, y después en el Ampleforth College. Estudió inglés en la Universidad de Saint Andrews. Ejerció enseñando inglés en la Uppingham School hasta 1992. Ha publicado varios volúmenes de poesía, entre los que destacan Taking Cover, Outstripping Gravity o Reaching for a Stranger. Su editorial es Redbeck Press. Tiene un asiento en el consejo de la Tolkien Company.
Michael G. R. Tolkien es nieto de J. R. R. Tolkien, pues es el hijo mayor de Michael Tolkien. Está casado con la artista Rosemary Walters, y tiene dos hijas: Catherine, nacida en 1969 de una pareja anterior y Ruth, nacida en 1982 y ciega.

#### Simon Tolkien
Simon Mario Reuel Tolkien (n. 12 de enero de 1959) es un barrister y novelista británico. Simon Tolkien se educó en la Dragon School de Oxford y posteriormente en la Downside School. Estudió historia moderna en el Trinity College de Oxford. Desde 1994 ha ejercido como barrister en Londres, donde vive con su esposa y sus dos hijos. Su primera novela, The Stepmother, se publicó en 2003, editada en rústica por Penguin Books. Su segunda novela The Inheritance fue publicada por Minotaur Books el 13 de abril de 2010.
Es nieto de J. R. R. Tolkien, pues es el hijo mayor de Christopher Tolkien y su primera esposa, Faith Faulconbridge.

#### Tim Tolkien

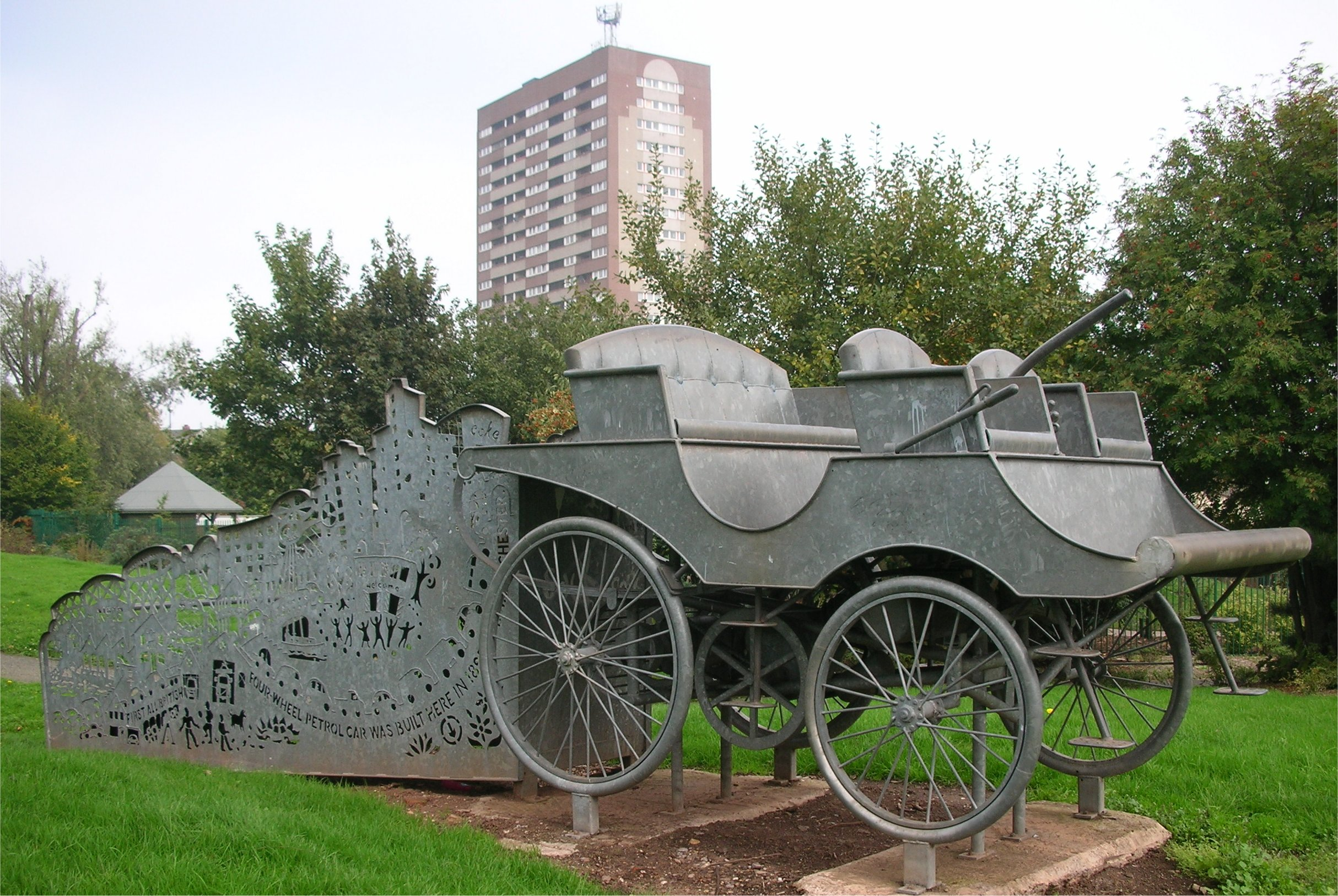
El Lancaster Car Monument, una escultura de Tim Tolkien en Birmingham.

Timothy Tolkien (n. octubre de 1962) es un escultor que ha diseñado varias obras monumentales, incluyendo la premiada Sentinel. Tim Tolkien posee un taller y negocio de talla de madera y esculturas metálicas en Cradley Heath (Midlands Occidentales). Además, es bajista y miembro del grupo Klangstorm, fundado en 1996.
Su abuelo paterno, Hilary Arthur Reuel Tolkien, fue el hermano menor del autor de fantasía, por lo que Tim es sobrino nieto de J. R. R. Tolkien.

#### Adam Tolkien
Adam Reuel Tolkien (n. 1969), diseñador de iluminación de profesión, ha traducido al francés los dos primeros volúmenes de la serie La historia de la Tierra Media (El libro de los cuentos perdidos, 1983-1984), bajo el título Le livre des contes perdus (publicado en 1995 y 1998 por Christian Bourgois en dos volúmenes posteriormente fusionados en uno único). También ha realizado, desde 1994, pinturas y acuarelas sobre las obras de J. R. R. Tolkien. El prefacio de Los hijos de Húrin menciona que también ha ayudado a editar las notas dejadas por J. R. R. Tolkien.
Adam es hijo de Christopher Tolkien, y por lo tanto nieto de J. R. R. Tolkien.